# دانيل خيمينيز
دانيل خيمينيز (بالإنجليزية: Daniel Jimenez)‏ (14 أبريل 1988 في بليز - ) هو لاعب كرة قدم بليزي في مركز الهجوم. شارك مع منتخب بليز لكرة القدم. أما مع النوادي، فقد لعب مع Belize Defence Force FC ‏ وVerdes FC ‏ وPolice United FC (Belize) ‏.

## روابط خارجية
- دانيل خيمينيز على موقع قاعدة بيانات كرة القدم.إي يو (الإنجليزية)
- دانيل خيمينيز على موقع ناشيونال فوتبول تيمز (الإنجليزية)
- دانيل خيمينيز على موقع Soccerway.com (الإنجليزية)